# Godinne
Godinne (en wallon Gôdene) est une section de la commune belge d'Yvoir située en Région wallonne dans la province de Namur.
C'était une commune à part entière avant la fusion des communes de 1964 . Après cette date, elle fut regroupée dans la commune de Godinne avec l'ancienne commune de Mont
Lors de la fusion des communes de 1977, elle rejoindra l'entité d'Yvoir
Le village se trouve sur la rive droite de la Meuse, entre Dinant et Namur.

## Étymologie
Le nom de Godinne trouve son origine dans le mot Goudines, lui-même venant vraisemblablement de "Goldiana (terra)", signifiant "domaine de Goldo" (ou de Goldius).

747 Caldina 

1241 Goudines

## Géographie

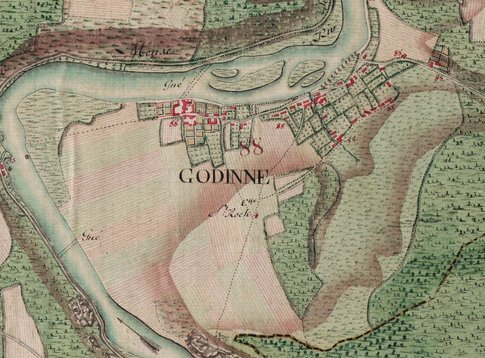
Carte de Ferraris de Godinne.

Dans un méandre très prononcé de la Meuse, le village s'établit sur la rive droite en pente douce contrastant ainsi nettement avec la rive opposée au nord, avec un versant très abrupt et boisé appelé "panorama des 7 Meuses". Godinne se découvre en s’étageant doucement de la Meuse jusqu’à une crête boisée dominée par le collège Saint-Paul ; le village est coupé en deux par la ligne de chemin de fer qui va de Namur à Dinant et, plus récemment, par un viaduc routier. Le site vaut surtout par le groupement remarquable, au bord du fleuve, de l'église, du château et d'une grosse ferme seigneuriale, dite "La Vieille Ferme". Le reste du village en calcaire, grès et brique est structuré par le chemin de fer et par les développements linéaires récents des cliniques. En aval du village se trouvent les îles de Godinne, au nombre de 3. Au XVIIIe siècle, une 4e île était toujours visible sur la carte de Ferraris.

## Évolution démographique
- Source: DGS, 1831 à 1970=recensements population, 1976= habitants au 31 décembre
- 1970: Annexion de Mont en 1965

## Histoire
Dépendance de la prévôté de Poilvache, par l'intermédiaire de la seigneurie de Spontin, la terre de Godinne se mue en un fief foncier au XVIe siècle, acquis en 1512 par Félix de Maillen. En 1612, les archiducs Albert et Isabelle constituent une seigneurie hautaine avec le territoire de la paroisse de Godinne, qui s'étend aussi sur Rivière, de l'autre côté de la Meuse, et l'engagent à François de Maillen, seigneur foncier de Berlo. Cette terre de Godinne passe ensuite aux de Waha (1638), aux d’Orjo (1643) et aux Moniot (1721), maîtres de forges dont les usines sont implantées au flanc des coteaux dominant la vallée de la Meuse, qui vont la conserver jusqu’à la fin de l’Ancien Régime.

## Patrimoine et culture

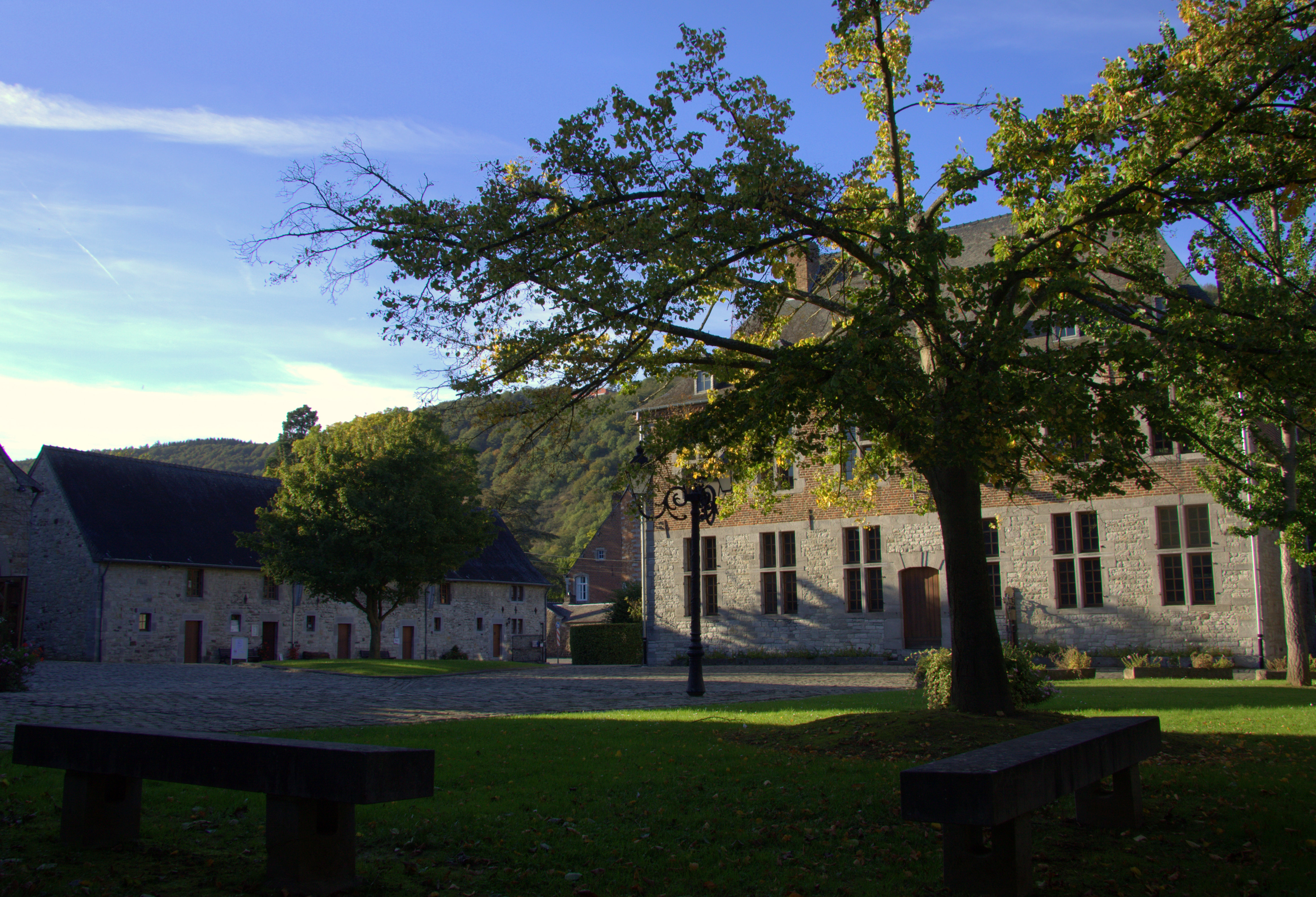
Vieille ferme de Godinne.

### Patrimoine architectural
- L’ancienne seigneurie de Godinne englobait autrefois Mont et Rivière.  Par la suite, une scission se produisit: Florent de Waha hérita de la rive droite et Vincent d’Harscamp de la rive gauche.  Depuis 1977, Mont et Godinne ont uni leurs destinées avec Yvoir. Mont s'était séparé de Godinne vers 1860. (Voir : L'entité d'Yvoir au XXe siècle).

- En bordure de fleuve, on peut voir les bâtiments d'un prieuré fondé au XVe siècle, bâtiments reconstruits au XVIIe siècle[1].

- L’église Saint-Pierre fut construite dans les environs de 1500.  Après avoir été endommagée à la suite d'une tempête durant la nuit de Pâques en 1606, elle fut agrandie en 1768, agrandissement qui a fait l'objet d'un litige avec la châtelaine de l'époque, Marie-Catherine Brichet, dont la pierre tombale est toujours présente dans l'église. Son blason y a été martelé, on ne sait pas par qui. La date de l'agrandissement de l'église est visible sur un chronogramme (phrase dont certaines lettres en majuscule peuvent reconstituer une date en chiffres romains) sur le linteau de la porte d'entrée.

- Le collège Saint-Paul a été construit de 1925 à 1927 en béton par la Compagnie de Jésus pour y recevoir l'internat du Collège Notre-Dame de la Paix de Namur devenu insuffisant.

- La chapelle Saint-Roch est une bâtisse massive en pierre bleue de 4 m sur 3 m ouverte par une porte ogivale.  Elle est seulement éclairée par sa porte en verre car elle ne possède aucune fenêtre.

- Le rocher d'Al Faulx et son calvaire « le Vieux Bon Dieu »: c’est là que jadis s’élevait le gibet de la juridiction de Poilvache. À cet endroit se dressait une potence où l’on pendait les criminels et les voleurs de grand chemin. Une croix y fut installée, semblant implorer le pardon du ciel pour les suppliciés qui y moururent.

- Le chêne à l’image est un lieu de promenade dans les bois de Godinne.  On y voit un robuste chêne séculaire à l’écorce boursouflée auquel est suspendue une image d'une statue de la sainte Vierge.  Les boursouflures de l’écorce sont dues aux entailles faites par les pèlerins.  On soulevait l’écorce, plaçait une image pieuse sur le bois et on replaçait l’écorce.  On voit encore sur le tronc bon nombre de clous où les pèlerins accrochaient médailles et chapelets.

- Les îles de Godinne sont une réserve naturelle ornithologique.  Depuis 1973, on y retrouve diverses espèces telles que des corbeaux freux, canards colvert, mouettes, poules d’eau, bergeronnettes, oies, etc. Des oiseaux plus rares y nichent aussi comme le grèbe huppé, le martin-pêcheur, etc. D’autres enfin s’y réfugient par moments, surtout en période hivernale (migration) comme le grand cormoran, le héron cendré, la foulque macroule, etc.

- Le château date du XVIe siècle.  Il fut construit de briques et de pierres calcaires.  Le château se distingue par son pignon à gradins, autrefois très courant mais actuellement assez rare.  Il fut la résidence des seigneurs de Godinne, dont on retrouve le blason en divers endroits.

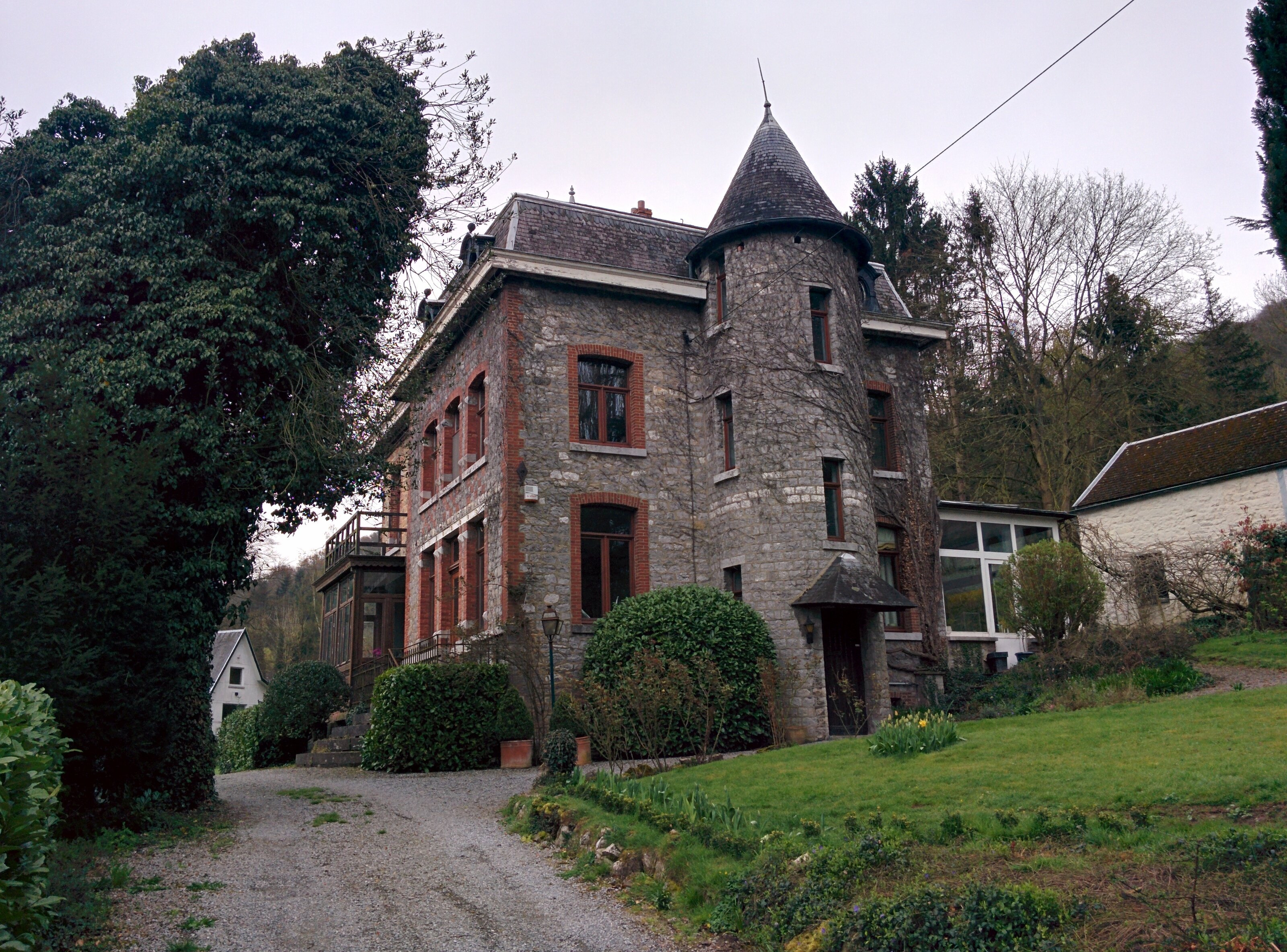
Résidence d'Eugène Ysaÿe à Godinne où il habita de 1902 à 1911.

- La vieille ferme : le portail, surmonté du blason des seigneurs de Maillen, est daté de 1623.  La ferme est entourée d’une enceinte renforcée par une tour d’angle sans être fortifiée ; ces défenses lui permettaient de contenir les assaillants.  L’ensemble (enceinte, corps de logis, dépendance, atelier du maréchal ferrant) est à peu de chose près tel qu’il fut construit il y a plus de 350 ans.

- Eugène Ysaÿe, violoniste, compositeur et chef d'orchestre, a habité à Godinne de 1902 à 1911.
- En 1909, sur les hauteurs de la Meuse, fut construit le sanatorium de Mont-Godinne[2]. Le haut bâtiment, richement décoré[3] a été réduit a l'état de ruine lors de bombardements de la seconde guerre mondiale ; reconstruit après-guerre et placé sous le patronage des sœurs augustines, l'établissement devint une clinique universitaire liée à l'Université catholique de Louvain dans les années 1960[2].

## Économie

### Communications
Le chemin de fer : le 5 octobre 1862, la gare de Godinne vit passer le 1er train pour des essais de traction.  La liaison Namur-Dinant se fit en une heure. Le 10 octobre 1862, la ligne fut officiellement ouverte par un convoi d’honneur. Le trafic de train de marchandises sera, lui, officiellement ouvert le 4 février 1863.  La gare de Godinne fut construite vers 1861-1862. La ligne ne comportait qu’une seule voie, la 2e fut posée par les Allemands en 1914 à des fins militaires.
À la suite de l'arrivée du chemin de fer, des démarches ont été entreprises afin de construire un pont reliant Godinne à Rouillon. Le pont de Godinne sera finalement inauguré en 1907.